# Andy Nogger
| Оценки критиков | Оценки критиков |
| Источник        | Оценка          |
| --------------- | --------------- |
| Allmusic        | [ 1 ]           |

Andy Nogger — третий альбом немецкой краут-рок-группы Kraan, записанный в июле 1974 года в студии Conny’s Studio. Является последним студийным альбомом оригинального состава Kraan.

## Список треков
Все треки написаны группой Kraan.

### Первая часть
1. «Stars» — 5:17
2. «Andy Nogger» — 3:50
3. «Nam Nam» — 5:50
4. «Son of the Sun» — 5:02

### Вторая часть
1. «Holiday am Marterhorn» — 7:40
2. «Home» — 5:40
3. «Yellow Bamboo» — 4:25

## Состав
- Питер Вольбрандт (Peter Wolbrandt) — гитара, вокал
- Ян Фриде (Jan Fride) — ударные, перкуссия
- Гельмут Гаттлер (Helmut Hattler) — бас-гитара
- Йоханнес Папперт (Johannes Pappert) — саксофон

### Производство
- Конни Планк (Conny Plank) — инженер
- Ганс Лампе (Hans Lampe) — ассистент
- Уолтер Гольцбауэр (Walter Holzbauer) — руководитель